# Koghut
Koghut (armeniska: Կողուտ) är ett berg i Armenien. Det ligger i provinsen Kotajk, i den centrala delen av landet, 21 kilometer norr om huvudstaden Jerevan. Toppen på Koghut är 1 619 meter över havet, eller 40 meter över den omgivande terrängen. Bredden vid basen är 0,34 km.
Terrängen runt Koghut är kuperad åt nordväst, men åt sydost är den platt. Terrängen runt Koghut sluttar söderut. Runt Koghut är det ganska tätbefolkat, med 116 invånare per kvadratkilometer.. Närmaste större samhälle är Abovjan, 19,2 kilometer sydost om Koghut. 
Trakten runt Koghut består i huvudsak av gräsmarker.